# Ouette à tête rousse
Chloephaga rubidiceps
Espèce
Statut de conservation UICN

 LC  : Préoccupation mineure
L'Ouette à tête rousse (Chloephaga rubidiceps) est une espèce d’oiseaux de la famille des Anatidae.

## Description
Elle mesure entre 45 et 50 cm, la tête est rousse, le cou, la poitrine, le ventre et l'avant du dos sont blancs avec de fines rayures noires. Les ailes sont brunes. Le bec est noir et les pattes orange.

## Habitat
Cet oiseau peuple la Terre de Feu et les îles Falkland. On la rencontre dans les plaines herbeuses et les prairies.

## Biologie
Il s'agit d'une espèce très grégaire. La reproduction a lieu vers le mois de novembre, à cette époque les mâles sont très agressifs et défendent farouchement le nid.
La bernache à tête rousse se nourrit en broutant.

## Populations
La population est comprise entre 42 000 et 82 000 oiseaux, les oiseaux de Terre de Feu sont menacés par l'introduction du renard d'Argentine (Dusicyon griseus).

## Taxinomie
Selon Handbook of the Birds of the World (2014), cette espèce appartient à la tribu des Tadornini (était autrefois la sous-famille Tadorninae) de la sous-famille des Anatinae. 